# Hildener Heide, südlich Sandberg
Das 8 ha große Naturschutzgebiet Hildener Heide, südlich Sandberg mit der Kennung ME-028 liegt östlich der Stadt Hilden im Kreis Mettmann. Es grenzt im Norden an das 9 ha große Naturschutzgebiet Sandberg (ME-035) und südwestlich an das 36 ha große Naturschutzgebiet Hildener Heide, Schönholz (ME-003). Auf der Ostseite wird es von Wohnsiedlungsbereichen der Stadt Haan und Solingen-Ohligs begrenzt. Nordwestlich schließt sich der Hildener Stadtwald an, der ebenfalls teilweise unter Naturschutz steht.

## Beschreibung
Das Naturschutzgebiet südöstlich des Sandbergs besteht zum größten Teil aus Erlenbruchwald, Moorwald sowie einer Feuchtheidefläche im Norden des Gebiets. In der mit Faulbaum und Moorbirke verbuschten Feuchtheide dominiert das Pfeifengras, das zum Teil Bulte bildet.
Die Feuchtheide wird südlich von einem Streifen Moorwald mit Moorbirken, wenig Gagelstrauch, Pfeifengras und Torfmoosen abgeschlossen.
Weitere Moorwaldbereiche, zum Teil mit Fichten durchmischt, finden sich am westlichen Rand des Naturschutzgebiets. In den anderen feuchten und nassen Waldbereichen kommen moorbirkenreiche Erlenbruchwälder vor. In der Strauchschicht dominiert Faulbaum, in der Krautschicht das Pfeifengras – Adlerfarnbestände kommen eingestreut vor.
Im Osten ziehen sich zahlreiche Rinnsale durch den Wald, die nach Osten in einen Graben entwässern. Hier dominiert in der Krautschicht die Winkelsegge.

## Bedeutung
Das Naturschutzgebiet ist als ein Teilbereich der Bergischen Heideterrasse ein bedeutender Teil des Fauna-Flora-Habitat-Gebietes Hilden – Spörkelnbruch und in das natura-2000 Biotopnetz eingebunden.
Begründet wird dies mit dem Vorhandensein wichtiger, seltener und besonders schützenswerter Lebensraumtypen:
- nährstoffarme Teiche und Seen,
- Feuchtheide mit Glocken-Heide,
- trockene europäische Heiden,
- Pfeifengraswiesen auf lehmig-/torfigen Wiesen,
- Glatthafer- und Wiesenknopf-Silgenwiesen
- Übergangs- und Schwingrasenmoore,
- Torfmoor-Schlenken,
- alte bodensaure Stieleichenwälder auf Sandebenen,
- Moorwälder (vom Verschwinden bedrohtes Habitat) und
- Erlen-Eschen und Weichholz-Auwälder (vom Verschwinden bedrohtes Habitat).

FFH-Gebiets-relevant ist auch das Vorkommen des Wespenbussardes und des Schwarzspechtes.

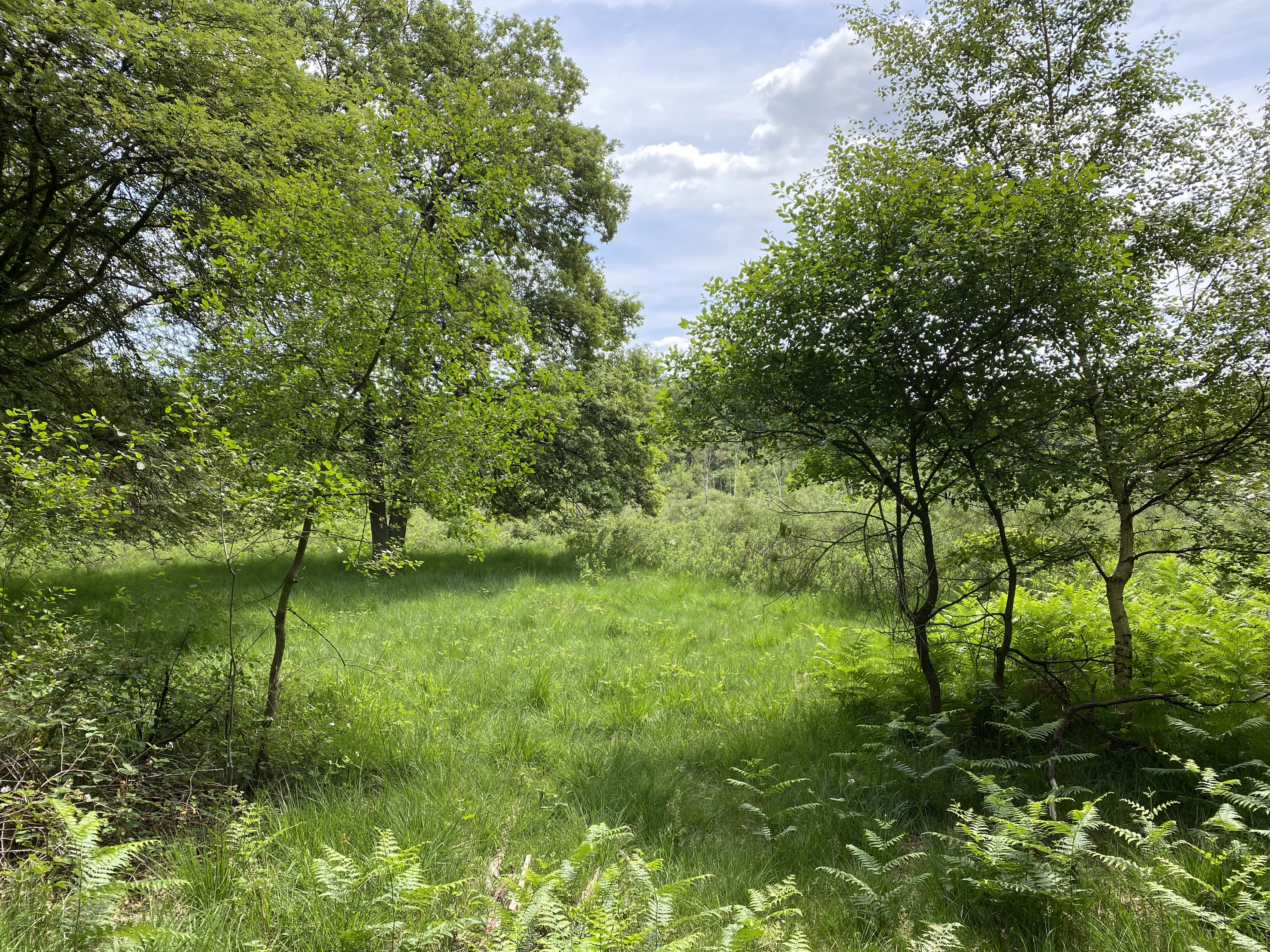
Heidefläche mit Moorbirke und Gagelsträuchern
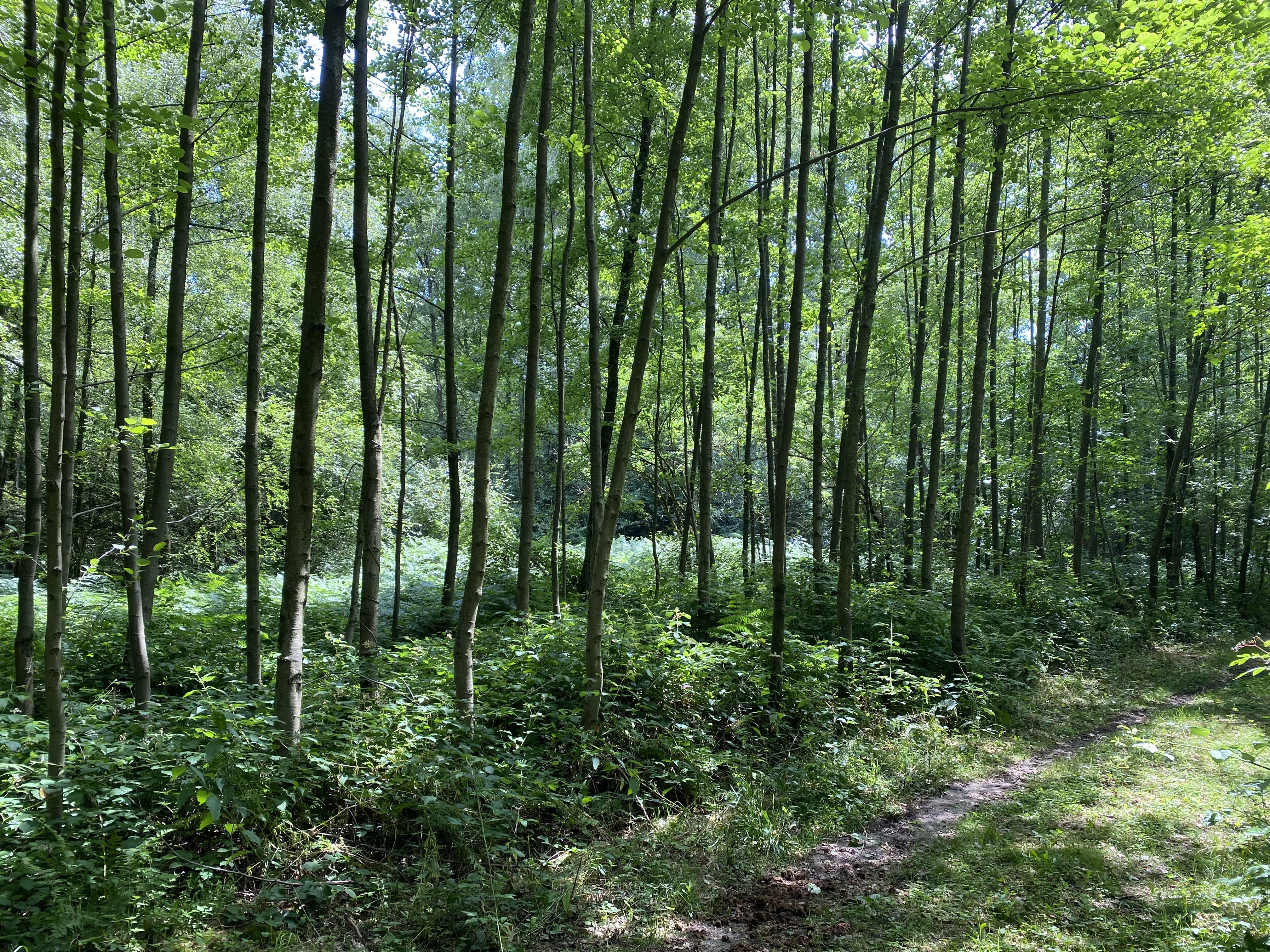
Erlenbruchwald im NSG
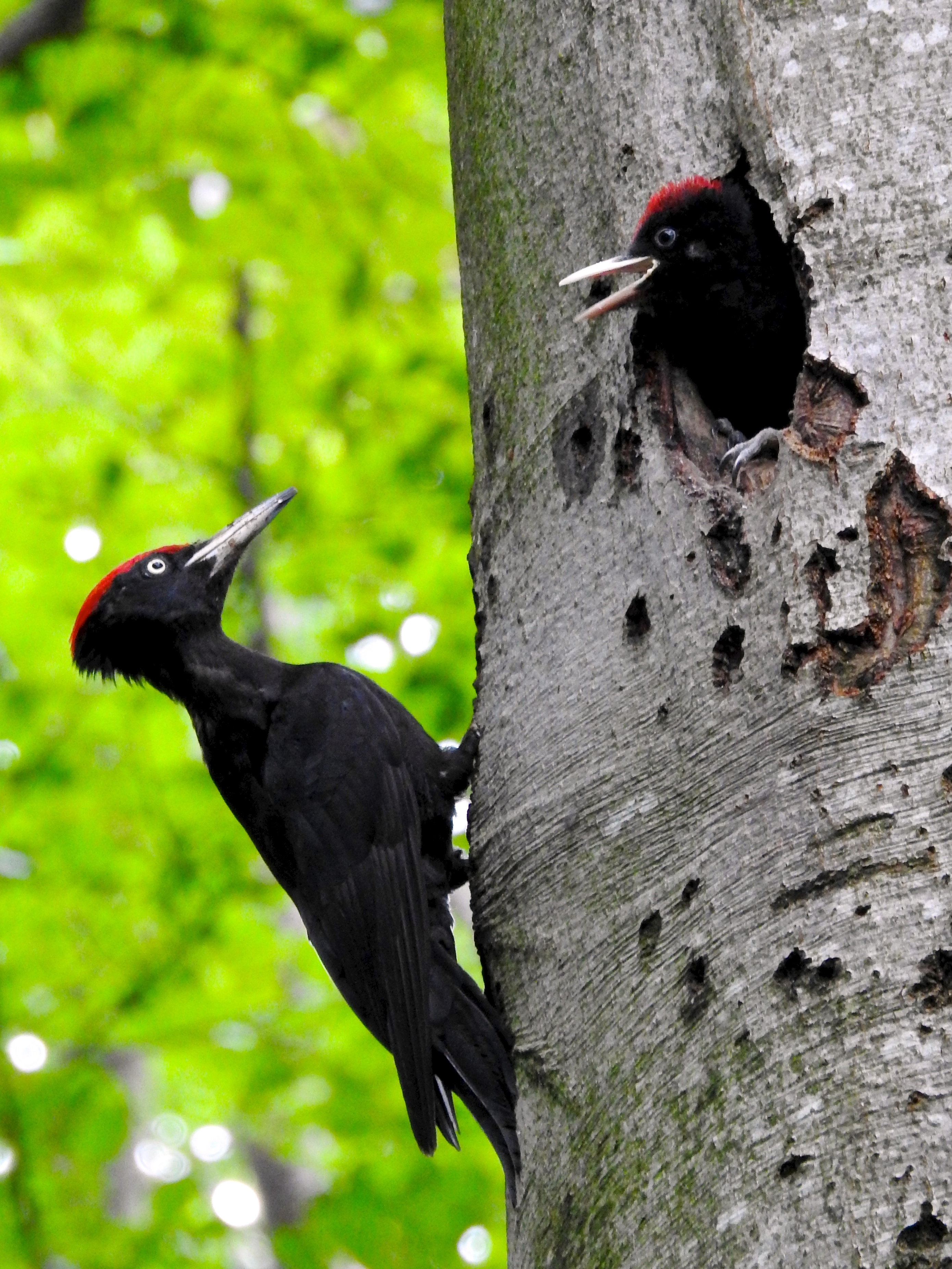
Schwarzspecht (Dryocopus martius)
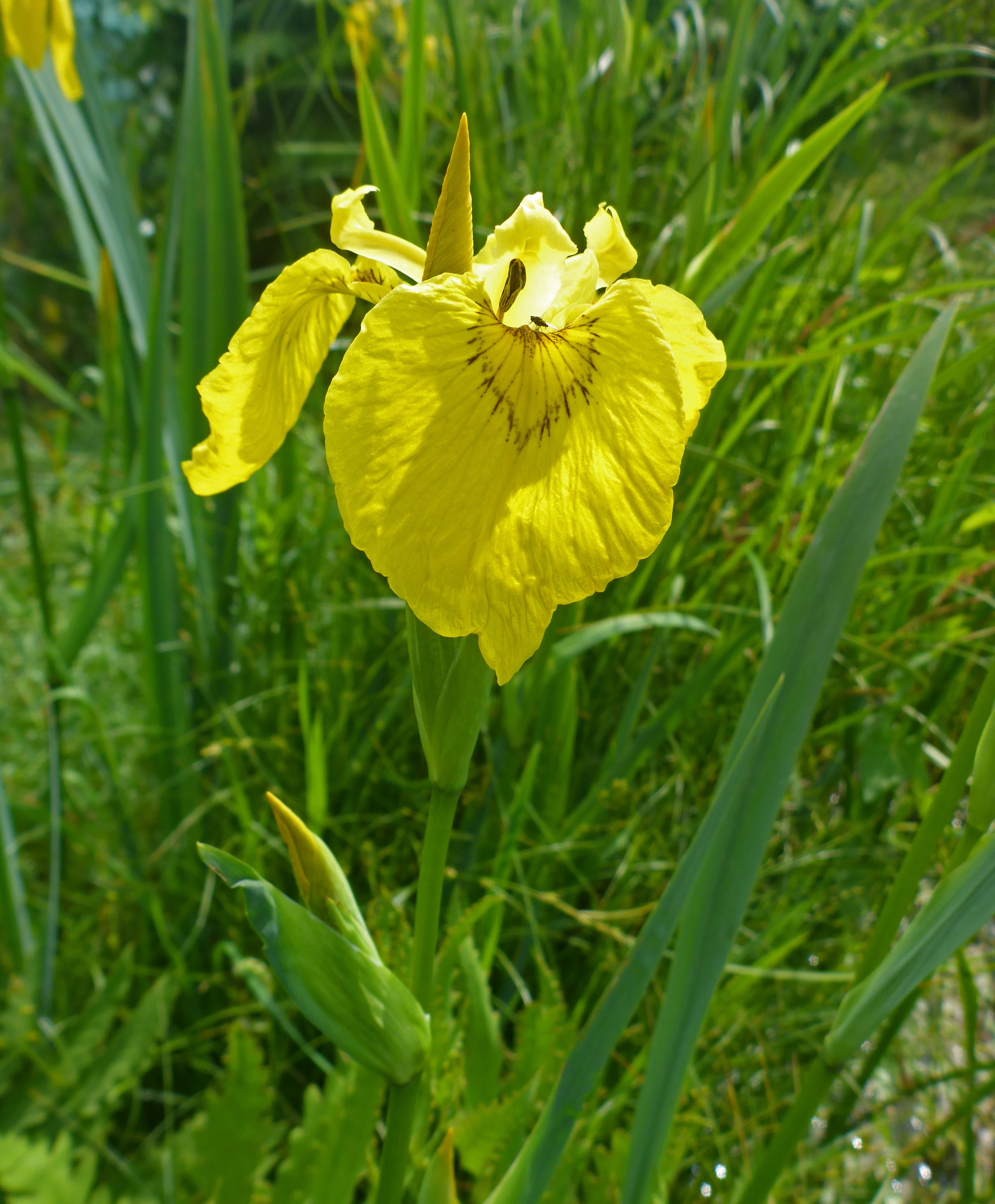
Sumpf-Schwertlilie (Iris pseudacorus)
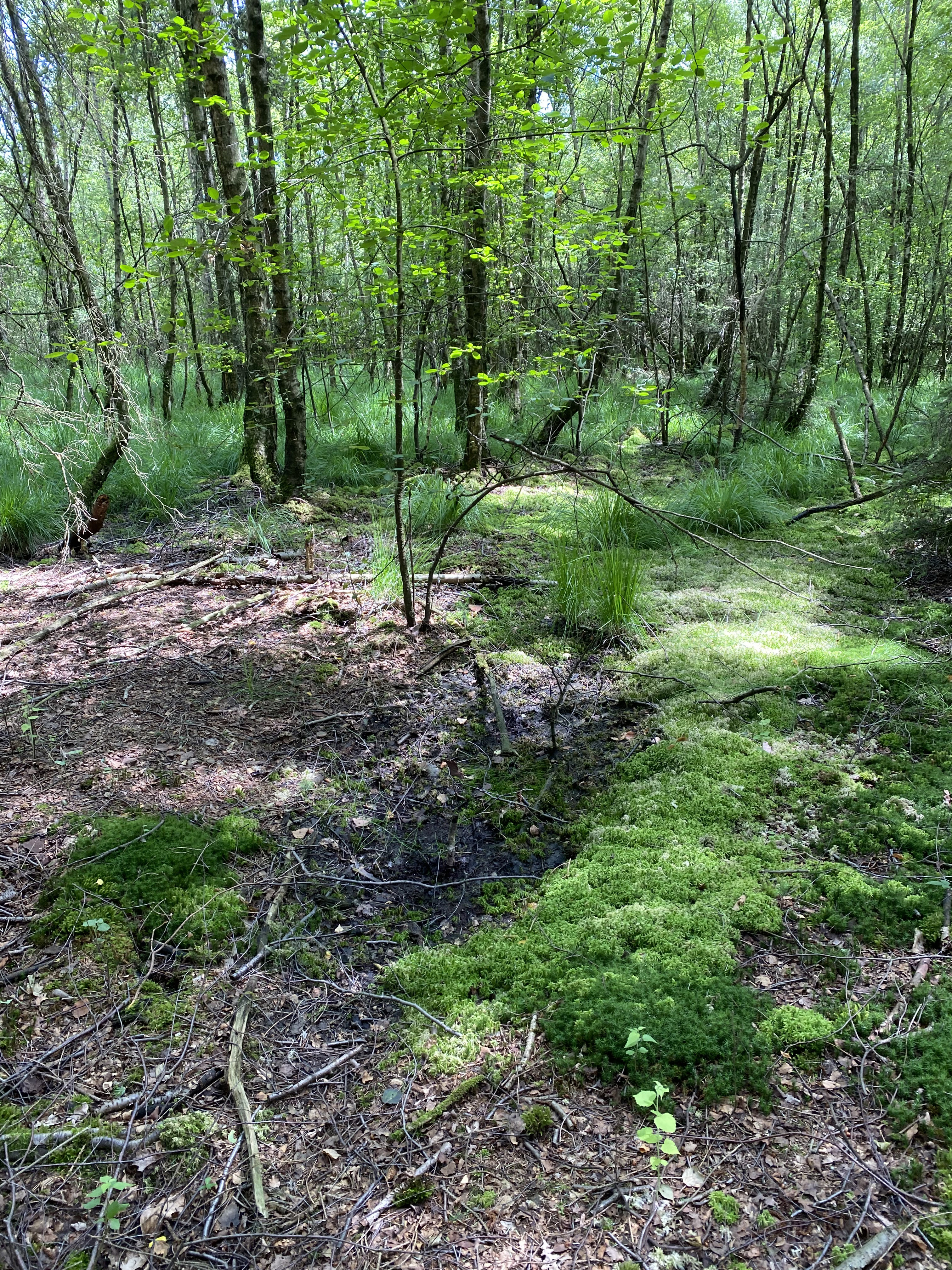
Bruchwald
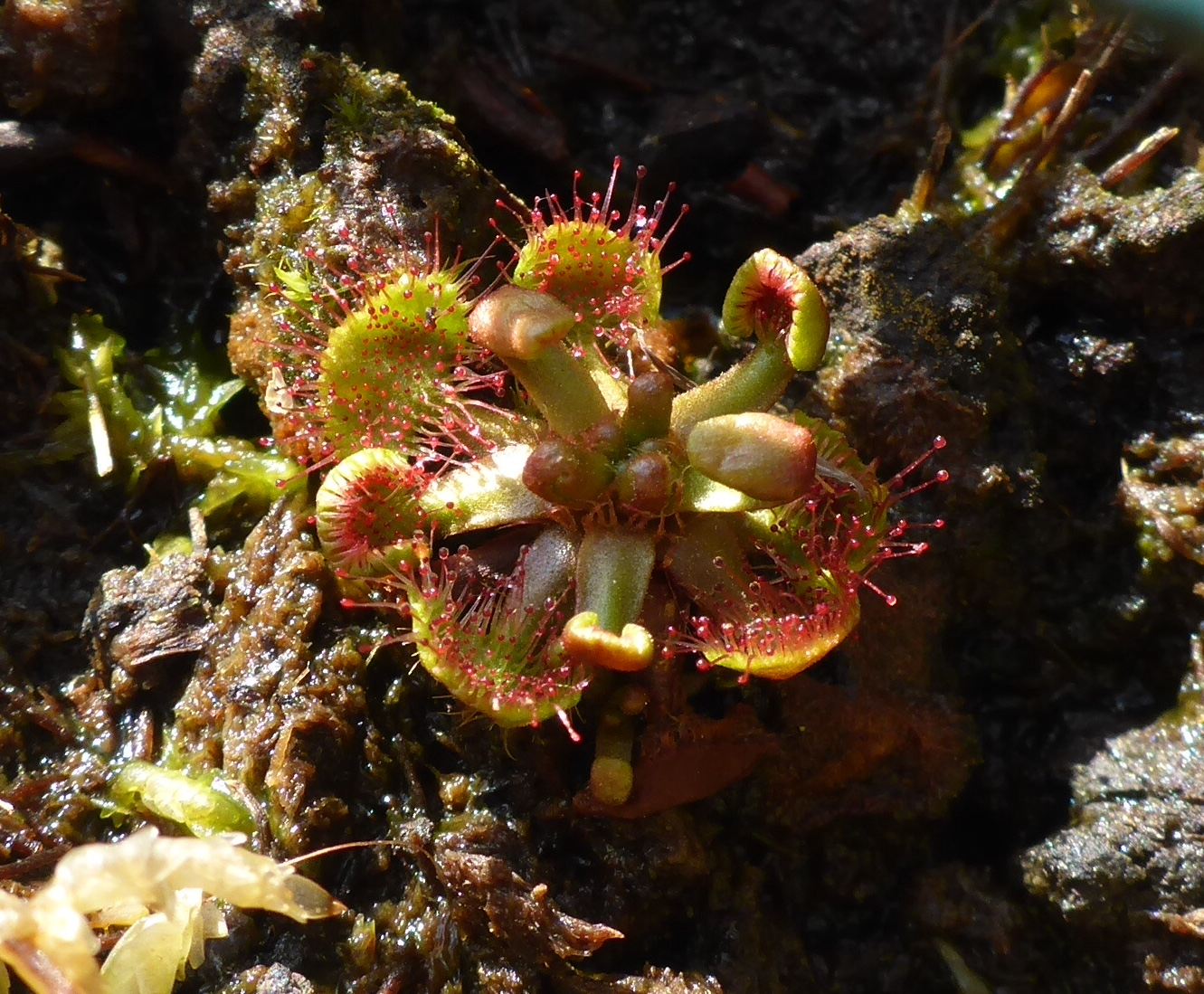
Rundblättriger Sonnentau (Drosera rotundifolia)
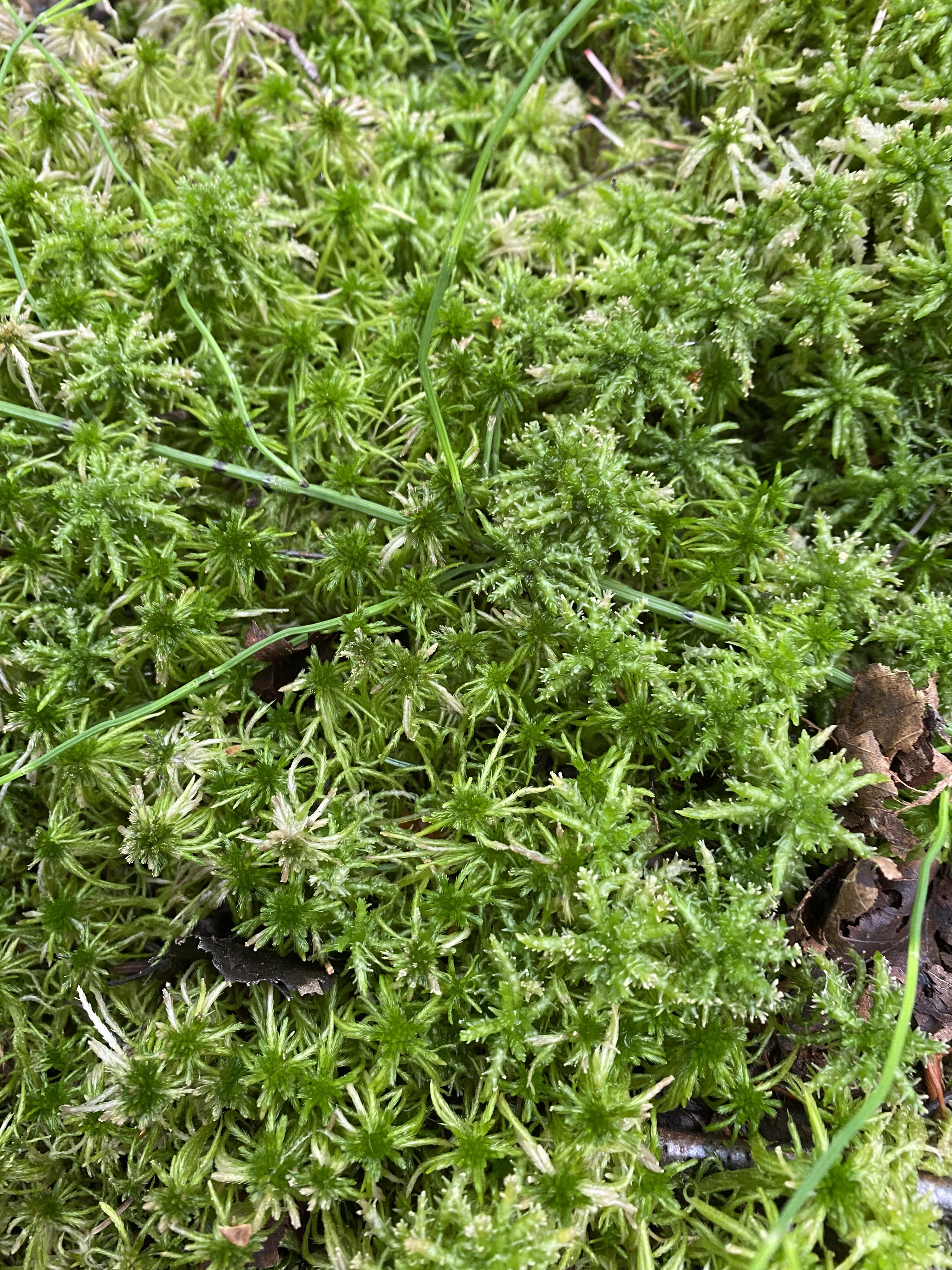
Torfmoose bedeckt den Boden des Bruchwaldes
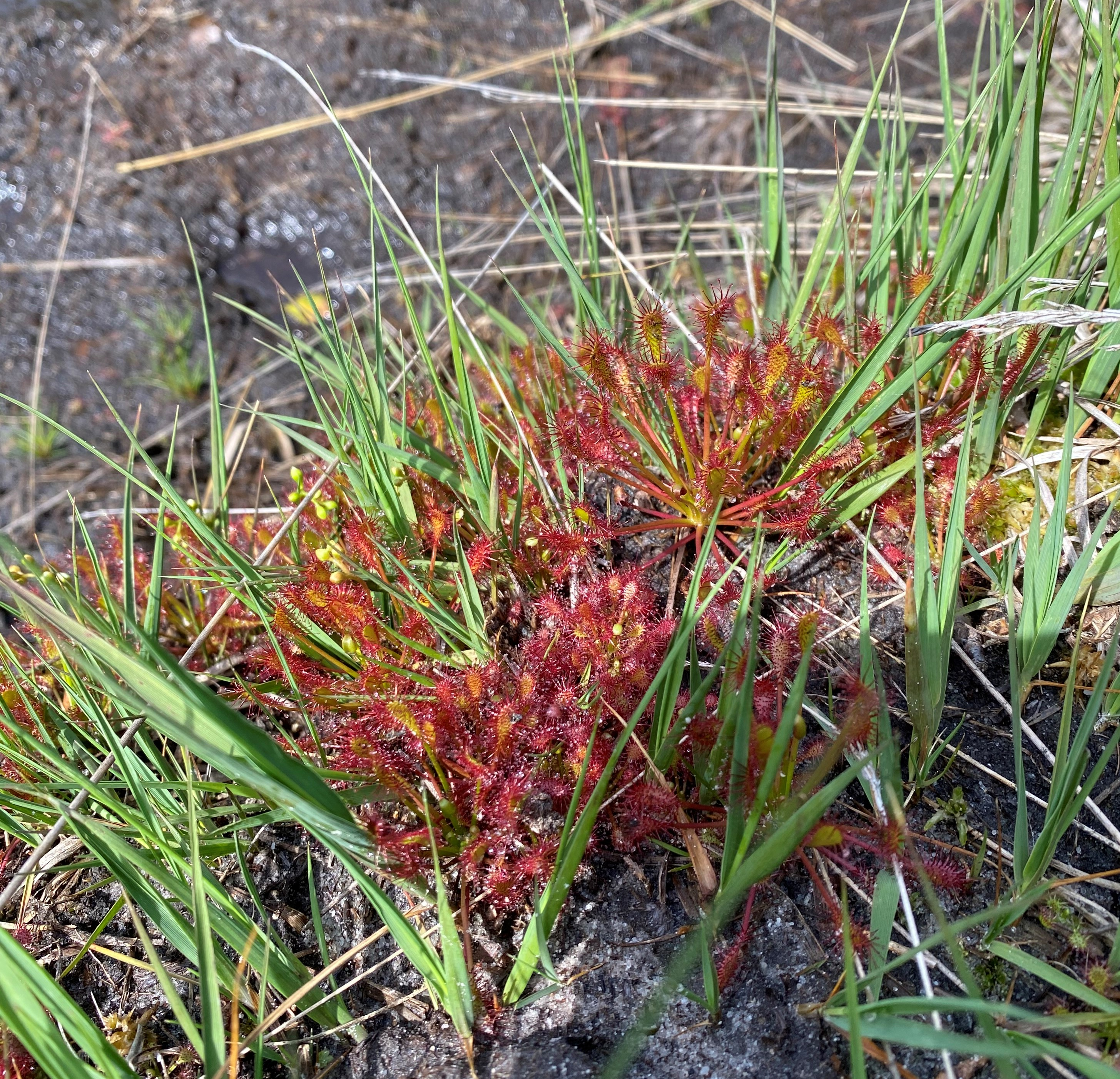
Mittlerer Sonnentau (Drosera intermedia)
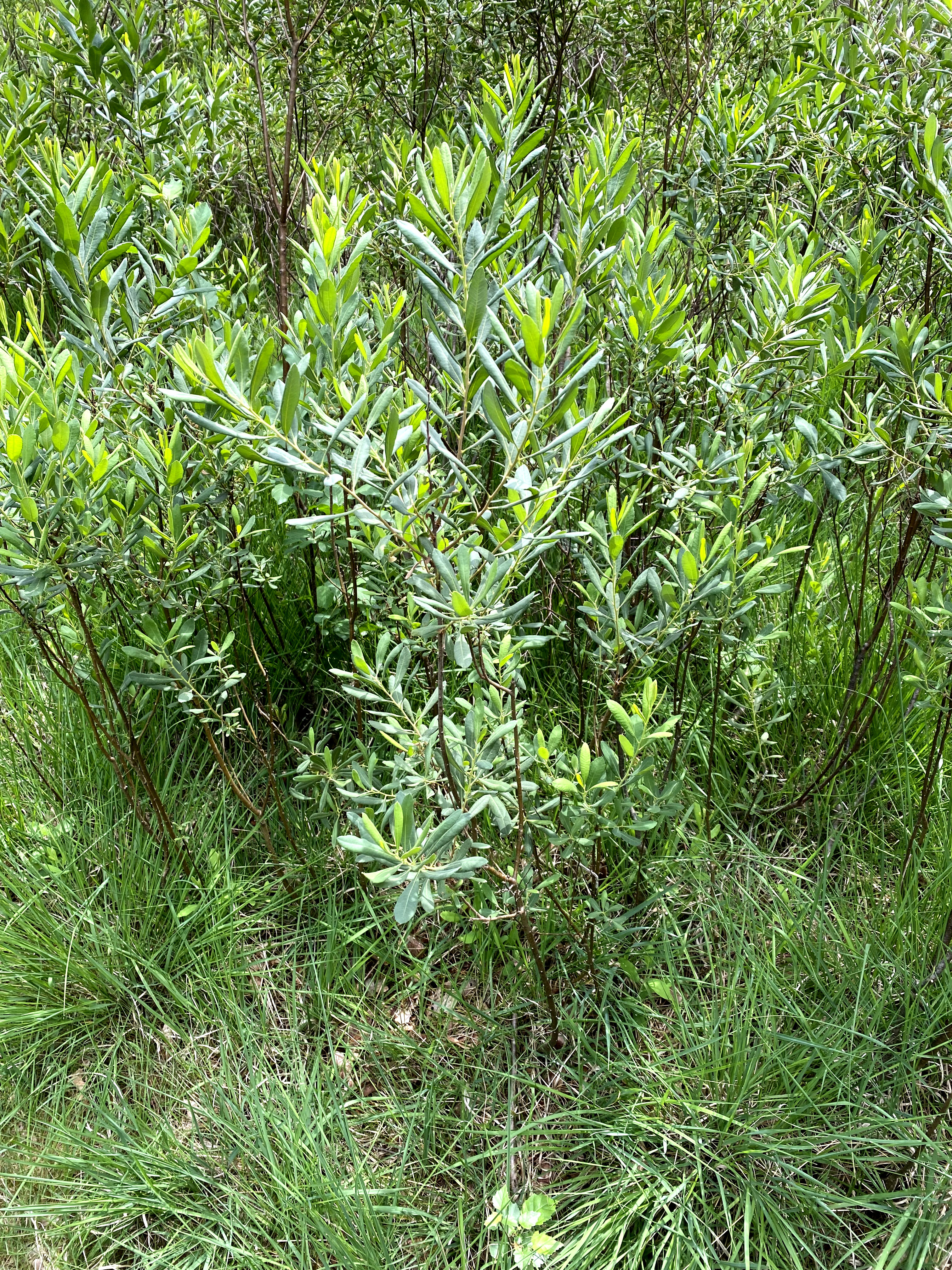
Der seltene Gagelstrauch – in der Hildener Heide noch häufig